# 1991 Дарвін
1991 Дарвін (1991 Darwin) — астероїд головного поясу, відкритий 6 травня 1967 року.
Тіссеранів параметр щодо Юпітера — 3,593.